# Josef Horák

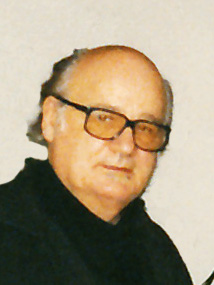
Josef Horák (1997)

Josef Horák (* 24. März 1931 in Znojmo, Tschechoslowakei; † 23. November 2005 in Biberach/Riss) war ein tschechischer Bassklarinettist.

## Leben und Werk

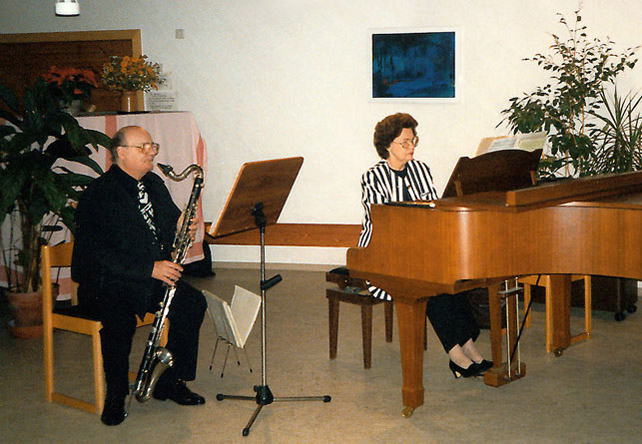
Due Boemi di Praha in Herdecke (1997)

Josef Horák war erster von vier Geschwistern aus einer mährischen Musikerfamilie. Der Vater war Flötist. Nach der Schule studierte Horák in Brünn. Seine erste Anstellung hatte er dort 1952 als Klarinettist beim Rundfunksymphonieorchester Brněnský rozhlasový orchestr. Erst in den 1950er-Jahren entdeckten klassische Musiker, allen voran Josef Horák, die Bassklarinette als Haupt- und Soloinstrument. Am 24. März 1955, an seinem 24. Geburtstag, gab Horák das überhaupt erste Solo-Rezital auf der Bassklarinette, die bis dahin nur als Orchesterinstrument gespielt wurde. Er gründete dort mit Musica Nova Brno ein Kammerensemble mit Bassklarinette, Flöte, Klavier und Perkussion. Später war er 12 Jahre lang Solist an der Tschechischen Philharmonie. 1963 erfolgte die Gründung des Due Boemi di Praga zusammen mit der Pianistin Emma Kovárnová, seiner Duopartnerin und späteren Ehefrau, mit der er 42 Jahre lang in 169 Städten auf vier Kontinenten konzertierte. Die erste Stadt außerhalb Tschechiens, in der das Duo Due Boemi di Praga gastierte, war Dresden.
Horák hat als erster das Potential der Bassklarinette erkannt und sie mit über 500 ihm gewidmeten Kompositionen zum Soloinstrument etabliert. Ein Hauptanliegen war ihm stets die Klangkultur seines Instruments, die er bis ins höchste Register kultivierte. Im Oktober 2005 fand in Rotterdam der Erste Bassklarinetten-Weltkongress statt, an dem Horák als Ehrengast teilnahm. Dort spielte er sein letztes Konzert, erlebte mit der Begründung der Weltbassklarinettistenvereinigung das Aufgehen seiner Saat: Mehr als 500 Bassklarinettisten aus aller Welt kamen zusammen. Wenige Wochen später starb er nach kurzer Krankheit in Biberach/Riss. Beigesetzt ist die Urne in seinem Heimatort Brünn.
Horáks hohe Musikalität und technische Virtuosität hat ihm den Spitznamen „Paganini der Bassklarinette“ eingebracht.

### Uraufführungen
Das „Due Boemi di Praga“ hat sich besonders der modernen Musik verschrieben. Seine künstlerische Mission sah es darin, zeitgenössische Kompositionen zu Gehör zu bringen. Das trug dazu bei, dass viele hundert Kompositionen diesem Duo mit der einzigartigen Besetzung gewidmet sind und von diesem uraufgeführt wurden. Zu den Komponisten gehören A. Hába, K. Reiner, M. Štědroň, V. Kučera (CZ), H. Pousseur (B), K. Strockhausen (D), S. Gubaidulina (RUS), K. Huber (Ch), Van den Booren (NL), N. Heim (USA), V. Dinescu (RO), A. Logothetis (GR), L. Brouwer (C). Andere Komponisten haben ihre Werke bearbeitet oder autorisiert für Josef Horáks Bassklarinette. So etwa P. Hindemith (D), P. Casals (E), B. Martinů (CZ), O. Messiaen (F), K. Fukushima (JAP).

### Instrumentalpädagogik
Ein persönliches Anliegen und auch eine Berufung war die Instrumentalpädagogik, die Josef Horák neben seiner Konzerttätigkeit zeitlebens weiter entwickelte. In der schwäbischen Kleinstadt Biberach/Riss unterrichtete er an der Musikschule Anfänger und spätere Profiklarinettisten. Auf Meisterkursen in Europa und USA wurde er zum Lehrer und Mentor namhafter Solisten auf der Bassklarinette. Zu diesen gehören Henri Bok (NL), Jan Guns (B), Jiři Porubiak und Vít Spilka (CZ).

### Nachlass
Das umfangreiche Notenmaterial und die Schriften wurden von der Witwe, Emma Kovárnová aufgearbeitet und als Schenkung dem Tschechischen Musikmuseum in Prag, dem eské muzeum hudby übergeben.

## Diskografie (CD)
- Due Boemi Di Praga – Konzert in Fürstenfeld, Music 0018
- Due Boemi Di Praga, Panton 81 1441–2111
- The Singel Bass Clarinett, NSS Records 36908
- Horák – New Age Of Bass Clarinett, NSS Records 36923
- Horák And His Bass Clarinett – New Sound, NSS Records 36921
- Musik Contrasts 1, NSS Records 36931
- Musik Contrasts 2, NSS Records 36932
- Horák – Bass Clarinett From Prague, NSS Records 36934
- Due Boemi Di Praga – Yesterday And Today
- Une – Due – Tre, Cornelia Bauer (Fl.), Due Boemi di Praga

Ferner hat er in den 1970er- und 1980er-Jahren zahlreiche Langspielplatten aufgenommen.

## Belege